# Ересько, Игорь Геннадиевич
Игорь Геннадиевич Ересько (укр. Ігор Геннадійович Єресько; род. 5 октября 1956, Золотоноша, Черкасская область, УССР, СССР) — украинский политик и экономист. Бывший народный депутат Украины. Член партии Всеукраинское объединение «Батькивщина», бывший глава Черкасской областной организации.

## Образование
С 1975 по 1980 годы учился на экономическом факультете Киевского национального университета имени Тараса Шевченко по специальности экономист, преподаватель политэкономии. Кандидатская диссертация «Коллективизм социалистической трудовой ассоциации» (1987). Кандидат экономических наук, доцент.
Автор (соавтор) около 20 научных работ по вопросам банковского дела, международных экономических отношений.
Владеет английским языком.

## Карьера
- С 1980 — преподаватель Черкасского педагогического института.
- 1983—1987 — аспирант экономического факультета Киевского национального университета имени Тараса Шевченко.
- 1987—1993 — преподаватель кафедры политэкономии Черкасского педагогического института.
- 1993—1994 — ведущий специалист Черкасинбанка.
- 1994—2002 — заведующий кафедрой «Финансы», с 2002 — заведующий кафедрой «Банковское и страховое дело» Черкасского инженерно-технологического института (ныне Черкасского государственного технологического университета).
- 2005—2006 — заместитель председателя Черкасской областной государственной администрации.
- Апрель 2006 — депутат Черкасского областного совета.

## Парламентская деятельность
На парламентских выборах 1998 года баллотировался по избирательному округу № 196 Черкасской области. Появилось 80.6%, «за» 1.1%, 14 место из 20 претендентов. Параллельно баллотировался от Всеукраинского объединения «Громада» под № 195 в списке. На время выборов был заведующим кафедрой финансов Черкасского инженерно-технологического института и членом партии ВО «Громада».
На парламентских выборах 2002 года баллотировался по списку «Блока Юлии Тимошенко» под № 57 в списке, однако в парламент избран не был. На время выборов был заведующим кафедрой финансов Черкасского государственного технологического университета и членом партии ВО «Батькивщина».
На парламентских выборах 2006 и 2007 годов избирался народным депутатом Украины от БЮТ под № 118 и № 90 соответственно. В Верховной Раде V созыва был председателем подкомитета по вопросам экономического развития регионов Украины Комитета по вопросам экономической политики. В Верховной Раде VI созыва стал заместителем председателя экономического Комитета.

## Семья
Украинец. Отец Геннадий Семенович (1930) и мать Валентина Андреевна (1932) — пенсионеры. Жена Лариса Николаевна (1961) — врач. Дочь Александра.